# Горячие парни
«Горячие парни» (англ. Hot Boyz) — драма / боевик / криминал, автор сценария и режиссёр Master P 2000 года с участием Джеффа Спикмэна, Silkk the Shocker, Snoop Dogg,C-Murder, Mystikal. История фильма началась с соперничества между No Limit Records и Cash Money Records, так как название «Hot boyz» уже было использовано в названии рэп-группы, в состав которой входили: Lil Wayne, Juvenile, Turk и BG.